# Isabel Betoret Gil
Isabel Betoret Gil (Amposta, 26 de gener del 1967) és una advocada catalana, secretària de la Confraria de Pescadors de l'Ametlla de Mar.
Betoret treballa per millorar les condicions laborals i socials dels pescadors i promoure la col·laboració i el diàleg entre el sector i altres grups d'interés implicats en la gestió dels recursos pesquers. La seva tasca ha estat fonamental per trencar la tradicional baixa visibilitat de les dones en el sector marítim-pesquer, demostrant que les dones poden tenir un paper fonamental en aquest àmbit.
Betoret va ser una de les fundadores de l'Associació Catalana de Dones de la Mar, una organització que té com a objectiu donar visibilitat a les dones que treballen en el sector pesquer i marítim, promoure la seva participació en la diversificació d'activitats econòmiques i proporcionar-los accés a la formació.
Els seus esforços per promoure pràctiques de pesca sostenibles han contribuït a la preservació dels recursos marins i al desenvolupament d'una indústria pesquera més responsable i compromesa amb el medi ambient. Betoret defensa més campanyes per conscienciar sobre els perills dels residus, en particular els residus plàstics, amb relació a la indústria pesquera. També destaca la importància de promoure productes frescos de peix i marisc i educar les generacions més joves sobre com preparar-los i cuinar-los.
El 2018, l’advocada va ser escollida per l'Ajuntament de l'Atmella de Mar com a convidada d’honor a la Festa Major i com a pregonera de la Candelera. D’aquesta manera, el govern va voler fer un reconeixement públic a la seva tasca, però també a tot el sector pesquer, un dels eixos principals del municipi.